# Rudolf Schulz-Schaeffer
Rudolf Schulz-Schaeffer (* 20. März 1885 in Cottbus; † 1. Mai 1966 in Marburg) war ein deutscher Jurist und Hochschullehrer an der Philipps-Universität Marburg.
Nach seinem Abitur 1903 am Humanistischen Gymnasium Cottbus studierte Schulz-Schaeffer Rechtswissenschaften an den Universitäten Freiburg im Breisgau, München, Grenoble und Berlin. 1906 legte er in Berlin das Erste Staatsexamen ab; in demselben Jahr wurde er an der Universität Göttingen zum Dr. jur. promoviert. Das Assessorexamen legte er 1912 in Berlin ab und war anschließend als Gerichtsassessor tätig. Schulz-Schaeffer leistete 1914 bis 1918 Kriegsdienst im Ersten Weltkrieg. In diesen Zeitraum fällt jedoch auch seine Habilitation 1916 im Fach Römisches Recht und Bürgerliches Recht an der Universität Marburg. Nach Vorlesungstätigkeit als Privatdozent wurde er 1921 an der Universität Marburg außerordentlicher Professor.
Im November 1933 unterzeichnete er das Bekenntnis der deutschen Professoren zu Adolf Hitler. 1936 wurde er ebenfalls in Marburg als ordentlicher Professor für Bürgerliches Recht und Arbeitsrecht berufen. Er war Mitglied im NS-Rechtswahrerbund. Von 1945 bis 1947 hatte er ein Lehrverbot. In dieser Zeit wurde er mit der Verwaltung des Juristischen Seminars der Universität Marburg beauftragt. Seit 1948 lehrte er wieder in Marburg als Professor für Römisches, Deutsches, Bürgerliches und Arbeitsrecht. Nach seiner Emeritierung 1953 wurde er noch bis 1955 mit der Vertretung seines Lehrstuhls beauftragt.

## Schriften
- Das subjektive Recht im Gebiet der unerlaubten Handlung, Elwert, Marburg, 1915
- Persönlichkeitsrecht und Rechtserneuerung. in: Beiträge zur Neugestaltung des Deutschen Rechts : Festgabe der Rechts- und Staatswissenschaftlichen Fakultät Marburg zum 70. Geburtstag des o. Professors Dr. jur. Dr. phil. Dr. rer. pol. h.c. Erich Jung. Elwert, Marburg, 1937, S. 193–211.